# J. R. Ewing
Pour les articles homonymes, voir JR, Ross et Ewing.
John Ross Ewing II, dit J. R., est le personnage de fiction central de la série télévisée Dallas, diffusée en France dans les années 1980, et de sa suite Dallas, diffusée en France en 2013. Le personnage est un homme d'affaires et le PDG de la compagnie pétrolière Ewing Oil de 1977 à 1982. J.R. est un homme avide de pouvoir, d'argent et de sexe.
Le personnage est incarné à l'écran par l'acteur Larry Hagman.

## Biographie du personnage
John Ross Ewing II est né le 2 septembre 1939, fils aîné de John Ross Sr. (1909-1982), dit « Jock » Ewing et d'Eleanor Southworth (1915-2001), dite « Miss Ellie » Ewing. JR est né en Septembre 1939 au Southfork Ranch au Texas. Il a deux jeunes frères : Gary et Bobby et un demi-frère, Ray Krebbs. 
Il commence sa carrière comme employé d'Ewing Oil. Il n'avait aucun intérêt à travailler au Southfork Ranch, qui était principalement le domaine de sa mère Ellie et de Ray Krebbs. Il succède à son père en tant que président de la compagnie Ewing en 1977. En 1982, c'est son frère Bobby Ewing qui prend sa place mais JR partage la direction de la compagnie de 1988 à 1990, avant que Cliff Barnes n'en devienne propriétaire. 
Une de ses maîtresses, Christin, lui tire un coup de revolver, le laissant grièvement blessé. Il s'agit d'un élément de suspense qui clôt l'une des saisons.
JR s'est marié deux fois et a eu trois fils et une fille :
- James Richard Beaumont, né d'une relation avec Vanessa Beaumont ;
- John Ross Ewing III, fils de sa première épouse Sue Ellen Ewing ;
- Justin Randy Harper (ou Terrance), fils de sa seconde épouse Cally Harper ;
- une fille (découverte par John Ross Ewing III lors du dernier épisode de la série).

Finalement, il meurt le 1er février 2013 : alors qu'il est avec son fils au téléphone, il est abattu de deux balles dans la poitrine. Il sera révélé qu'il était atteint d'un cancer et que son meurtre, orchestré pour éliminer Cliff Barnes, ennemi des Ewing, était pour abréger ses souffrances à sa propre demande. Le tireur n'était autre que le détective privé (et ami de la famille) Bum Jones.

## Caractéristiques
Fils aîné d'Ellie et Jock Ewing, JR Ewing est choyé durant sa jeunesse par son père. Lorsque ce dernier l'implique dans les affaires de l'Ewing Oil, son fils se transforme en un personnage avide de pouvoir et sans scrupules. 
Manipulateur et cynique, J.R. n'hésite jamais à duper ou à faire souffrir n'importe quel membre de sa famille ni, a fortiori, n'importe quel concurrent commercial lorsque des milliers ou des millions de dollars (ou encore la réputation de son entreprise) sont en jeu. 
Marié à Sue Ellen Ewing, il n'hésite pas à lui être souvent infidèle (y compris en la trompant avec sa jeune sœur), la délaissant totalement, voire la méprisant la plupart du temps. 
Sa préoccupation principale reste sa volonté d'anéantir Cliff Barnes, le frère de Pamela, qui cherche à pousser les Ewing à la faillite pour venger son père Digger, qui a fait faillite par la faute de Jock.